# فريق سيسكنس
فريق سيسكنس للاستعراض الجوي. (بالإنجليزية: Siskins)‏. هو فريق استعراض جوي تابع للقوات الجوية الملكية الكندية (RCAF).

## الفريق
كان فريق سيسكنس للطيران الجوي تابع للقوات الجوية الملكية الكندية (RCAF) الذي أنشئ في عام 1929 في كامب بوردن، أونتاريو. كان أول فريق رياضي رسمي في سلاح الجو. [1] وحلّق فريق سيسكنس بثلاثة أرمسترونغ Whitworth Siskin biplanes ، وسرعان ما شيد سمعةً لأداء الأعمال المثيرة الخطيرة. طار Siskins أكثر من 100 عرض جوي على مدى ثلاث سنوات قبل أن يتم حلها في عام 1932 عندما أجبر الكساد الكبير RCAF على الحد من العمليات.